# 宮の沢
宮の沢（みやのさわ）は北海道札幌市西区にある地名。同区内の北西端に位置する。旧国道5号（北海道道124号宮の沢北一条線）の両側に広がる地域である。

## 歴史
1871年（明治4年）、仙台白石藩の藩士たちが北海道に集団移住し、白石村の基礎を造った。しかし翌1872年（明治5年）、三木勉が率いる52戸241名は再移住を試み、発寒村に入植。これを機に分村が行われて手稲村が誕生した。彼らは中の川の沢地に上手稲神社の前身となる小祠を祀り、その周辺は「宮の沢」と呼ばれるようになった。
1882年（明治15年）、大字三村制の施行により手稲村が3区分されたとき、宮の沢は大字上手稲村の一部とされた。1942年（昭和17年）の字名改正により、この大字はなくなった。1951年（昭和26年）には町制が施行され、所属自治体が手稲町となる。
その後、手稲町東部地区の中心は手稲東に移り、また西野への移住者が増えるにつれ、宮の沢は周囲の発展から取り残される形となった。しかし1967年（昭和42年）3月の札幌市との合併から10年を経るころには、宅地化が急速に進行した。
西区から手稲区の分区が行われた1989年（平成元年）、それまでの「手稲宮の沢」という町名は廃止され、西区側は「宮の沢」となり、手稲区側となった地域は「西宮の沢」となった。
1999年（平成11年）、札幌市営地下鉄東西線が延伸され、終点となる宮の沢駅が設置された。

## 施設
- 宮の沢バスターミナル（宮の沢1-1）
- 札幌市営地下鉄東西線 宮の沢駅（宮の沢1-1）
- 札幌市立手稲宮丘小学校（宮の沢3-2）
- 札幌市生涯学習総合センター（ちえりあ）（宮の沢1-1）
- 石屋製菓 白い恋人パーク（宮の沢2-2）
- 西友宮の沢店[6]（宮の沢1-1）